# Battaglia di Neerwinden (1793)
La battaglia di Neerwinden del 1793 fu combattuta il 18 marzo di quell'anno nell'ambito della guerra che la Francia repubblicana e rivoluzionaria aveva dichiarato all'Imperatore Leopoldo II d'Austria, fra le truppe rivoluzionarie francesi comandate dal generale Charles François Dumouriez e quelle austriache agli ordini del principe Federico Giosia di Sassonia-Coburgo-Saalfeld, appoggiato dal generale Mack e dall'arciduca d'Austria Carlo.
Il 15 marzo le truppe austriache in marcia da Maastricht verso Bruxelles incontrano le avanguardie dell'armata francese che si sta rapidamente radunando a Tirlemont ed ha preso posizione nei pressi di Neerwinden. Dopo una breve scaramuccia il principe di Coburgo ripiega per sistemarsi fra Racour e Dormael evitando in questo modo di venire accerchiato dalle truppe del Dumouriez, che si trova costretto a sua volta a combattere su più fronti. Le truppe francesi, piuttosto indisciplinate, mal equipaggiate, mal addestrate ed in lieve inferiorità numerica hanno la peggio, anche a causa dell'intervento decisivo delle truppe del conte di Clerfait.
L'esito della battaglia consentirà il recupero (sia pur temporaneo) del Belgio da parte dell'Austria e costerà al Dumouriez l'accusa di tradimento e l'esilio. A Neerwinden fu combattuta anche un'altra battaglia esattamente un secolo prima nell'ambito della guerra detta della Grande Alleanza o della Lega d'Asburgo.